# Pusheen
Pusheen est une chatte de bande dessinée qui fait l'objet de bandes dessinées et d'autocollants sur Facebook, Instagram et d'autres sites de résaux sociaux. Pusheen a été créé en 2010 par Claire Belton et Andrew Duff pour une bande dessinée sur leur site Web, Everyday Cute. Plus récemment, le personnage Pusheen a été utilisé dans les publications sur les réseaux sociaux et sur le blog Pusheen. 
Sur son site officiel, Pusheen est décrite comme une chatte qui aime les blogs, les collations et les aventures. La série originale de bandes dessinées comprenait des personnages inspirés de Belton, Duff, leur chien nommé Carm (abréviation de « Carmen »), et Pusheen, une chatte tigrée gris joufflue basée sur le chat de Belton qui vit maintenant avec ses parents dans l'Oregon. Le nom de Pusheen vient du mot puisín, ce qui signifie chaton en irlandais. Parfois, Pusheen et sa sœur Stormy sont dessinées dans différents thèmes, tels que Pusheenosaurus Rex, où Pusheen est un dinosaure et Stormy est dans un œuf de dinosaure. Elle peut également être une Pushicorn (chatte-licorne hybride), une Purrmaid (chatte-sirène hybride) et bien d'autres thèmes. Pusheen a une maman, un papa, un mari, une sœur nommée Stormy, un frère nommé Pip, deux enfants et un éventail d'amis à fourrure, dont Sloth le paresseux, Bo la perruche et Cheek le hamster.

## Histoire
Pusheen, chatte grise, est apparue pour la première fois en mai 2010 dans la bande dessinée Pusheen Things sur le site Web de Claire Belton et Andrew Duff, Everyday Cute. En 2011, Belton et Duff ont lancé un site dérivé dédié à Pusheen. En 2013, Belton a publié I Am Pusheen The Cat, une collection de bandes dessinées mettant en vedette Pusheen. 
Pusheen est devenue bien connue pour apparaître dans des ensembles d'autocollants sur Facebook, qui sont des images qui peuvent être jointes à des messages ou des commentaires personnels. La fonctionnalité, y compris un ensemble d'autocollants Pusheen, a été introduite sur Android en avril 2013 et ajoutée au site Web principal en juillet de la même année. Dans un article pour PC Magazine sur les emoji et l'unicode, Sascha Segan a qualifié Pusheen « d'emoji propriétaire » de Facebook, utilisé comme une forme de verrouillage des fournisseurs. 
En avril 2017, la Pusheen Corporation a acquis des bureaux dans la banlieue de Park Ridge à Chicago. Les bureaux sont utilisés comme espace de travail pour les artistes et les photographes.

## Médias sociaux
Pusheen est un exemple de la popularité des chats sur Internet. Une exposition au New York City Museum of the Moving Image a examiné le phénomène, mettant en évidence Pusheen aux côtés d'autres chats célèbres tels que Grumpy Cat et Lil Bub. La page Facebook de Pusheen comptait plus de 9,2 millions de fans en février 2019. La marque s'est élargie avec des produits dont une application. Pusheen s'est étendu et est allé au-delà de Facebook et participe désormais à plusieurs plateformes de médias sociaux telles que: Instagram, Pinterest et Twitter. Ce chat de bande dessinée a également de nombreuses pages de fans au sein des plateformes et des blogs dédiés à la célébration de la bande dessinée. Sa popularité a même permis à la Pusheen Corporation de créer une application qui est une extension de leur collection d'autocollants qui a commencé sur Facebook. Au sein de chaque compte de réseau social qui appartient officiellement aux créateurs de Pusheen, le chat a gagné plus d'un million d'abonnés et plus. En raison de cette popularité croissante, la société a commencé à publier des GIF sur son site Web plusieurs fois par mois.

## Marchandise
La société Pusheen a commencé à vendre des marchandises Pusheen après que la popularité du chat a explosé en juillet 2010. La première marchandise Pusheen a été vendu sur le site Everyday Cute sous la forme d'un porte-clés et d'un collier. De là, la vente s'est développé. En 2014, Gund a développé un intérêt pour le chat de bande dessinée et est devenu le fabricant des jouets en peluche et des boîtes aveugles de Pusheen, ce qui a aidé la marque à être populaire. Maintenant, Pusheen Corp s'est associé à de nombreuses marques pour créer et vendre des marchandises dans les magasins, y compris des articles spécifiques aux détaillants. La Pusheen Corporation compte de nombreux détaillants actuels, notamment Hot Topic, Books-A-Million, Barnes & Noble, Claire's, Petco, Walmart, Target, FYE et Gund. Pusheen a également un Funko Pop! ligne composée de différents styles de figurines en vinyle. Elle a étendu ses ventes au site Web anciennement connu sous le nom de Hey Chickadee, rebaptisé The Pusheen Shop en avril 2019. Le site Web présente des collections de marchandises dédiées au chat de bande dessinée, qui comprennent des jouets en peluche, des vêtements, une décoration d'intérieur et divers accessoires. Une boîte d'abonnement trimestrielle, appelée la boîte Pusheen, remplie de produits Pusheen, est également disponible.